# Дом цветов (Санкт-Петербург)
Дом цветов — здание в стиле советского модернизма. Расположен в Петроградском районе Санкт-Петербурга, современный адрес дома — Малая Посадская улица, 3, Каменноостровский проспект, 5. Построен в 1974—1982 годах по проекту Ж. Вержбицкого, И. Журавлёвой, В. Мещерина.
В конце XIX века участок с домом (в котором размещалось 7-е петербургское мужское начальное училище) принадлежал Н. Ф. Блюм, с 1903 года владельцем стал А. Л. Фролов, в 1904 году — Эммануил Нобель, с 1914 года владелицей стала Августина Исааковна Тищенко, заказавшая проект шестиэтажного дома с мансардой С. Гипштейну (проект не реализован, участок оставался пустым).
В 1971 году Совмин РСФСР принял постановление «О мерах по дальнейшему развитию цветоводства в РСФСР и увеличению продажи цветов населению». К 1974 году в СССР на человека приходилось 1—2 срезанных цветка, а к 1985 году предполагалось 6—8 цветков на душу населения. Для выполнения распоряжения требовалась работа над хорошо транспортируемыми и стоящими в вазе сортами, а также надо было убедить население покупать цветы в государственных магазинах, а не только «с рук»; поэтому в Ленинграде в 1973 году было решено построить Дворец цветов с торговым залом, подсобными помещениями, залом аранжировки цветов, цехом по изготовлению сухих букетов, агрохимической лабораторией, опытно-семенной лабораторией и опытным кабинетом-лабораторией защиты цветочных культур. Предполагалось, что на крыше-террасе низкой части здания будет сделан сад с летним кафе, а высокая часть будет завершена оранжереей. За время строительства роль выставочного зала перешла в Пальмовую оранжерею Таврического сада, «Дворец» стал «Домом», кафе было сделано внутри двухсветного павильона, а в семиэтажном корпусе разместилось Управление садово-паркового хозяйства Ленгорисполкома.
У здания сложная конфигурация, оно похоже на не доминирующий над окружением замок. Жан Вержбицкий старался создать ансамбль, в котором новое здание будет вписываться в сложившуюся среду (возможно, вследствие критики БКЗ, основным положением которой было именно игнорирование среды; другой мотивацией была нарастающая критика модернизма, начавшаяся до этого за рубежом и развивающаяся в 1970-е в СССР). На вид здания повлиял манифест «Сложностей и противоречий» Роберта Вентури о предпочтении гибридных объектов бесприметным, компромиссных цельным, искривлённых прямолинейным и своенравных безликим.
На углу высокого корпуса здания размещена башня с фонариком, у здания есть выступающие и отступающие части, прямые и косые углы, эркеры и пилоны, облицованные светло-серым сааремским доломитовым известняком, остеклённые и глухие поверхности. Интерьер также неоднороден — на полу образцового магазина сделаны каменные цветочницы и лестницы, на деревянном потолке есть и кессоны, и филёнки. В одном из помещений расположен неработающий фонтан «Согласие» работы Льва Ланца.